# Estació de Peralada
L'estació de Peralada fou una estació ferroviària de la línia de Barcelona a Portbou, situada al municipi de Peralada, a la comarca de l'Alt Empordà de la província catalana de Girona. Des dels anys 90 ja no presta servei.

## Situació ferroviària
Establerta a 18,8 metres d'altitud, l'estació de Peralada està situada al punt quilomètric (PK) 77.249 de la línia de Barcelona a Portbou, entre les estacions de Vilajuïga i de Figueres.

## Història
L'antiga estació de Peralada es va posar en servei el 1878 per tal de donar servei a aquesta població. L'estació havia sigut d'una importància força alta ja que disposava de les dues vies generals i tres desviades, dues a la dreta i una a l'esquerra que acabava en via morta. L'estació disposava de les dues vies generals i, després, tres vies més de desviades, dues a la dreta i una altra a l'esquerra, que acabava en via morta. Hi havia dues andanes laterals a les vies generals, mentre que l'edifici de viatgers se situava a l'esquerra de les vies (mirant cap a la localitat de Portbou).

## Estat actual
El poc ús d'aquestes instal·lacions donada la seva relativa llunyania del nucli urbà van propiciar que els anys noranta del segle XX es clausurés. Fins al 2017 només quedaven en peu els edificis de l'estació i una part de l'andana de la via 2. Existien les propostes de recuperar l'estació per a usos turístics i fins i tot crear un tren històric entre Figueres i Portbou que tindria a l'estació de Peralada un dels seus punts culminants.
En 2017 l'Adif va realitzar els treballs per enderrocar l'edifici de l'estació. Fonts d'Adif apunten que van procedir a eliminar aquest edifici per evitar alguns problemes, com ara que fos ocupat o que es convertís en un niu de deixalles. De fet, Adif segueix el mateix procediment per a qualsevol instal·lació que no té un servei.
En actualitat ja no en queden restes d'aquesta estació, i l'únic edifici que encara recorda l'existència d'aquesta estació és Restaurant L'estació, que es troba just al costat.

## Accés
Es pot accedir-hi a través de la carretera N-260, concretament el tros de Figueres a Llançà.